# Булунгур
Булунгур (узб. Bulung’ur / Булунғур) — город, административный центр Булунгурского района Самаркандской области Узбекистана.

## История
Первоначально (примерно в 1891 году) была основана железнодорожная станция Ростовцево (в честь генерал-губернатора Самарканда Николая Яковлевича Ростовцева) при постройке Среднеазиатской железной дороги.
Впоследствии она была переименована в Красногвардейск (в честь красногвардейцев, погибших у этой станции, защищая ташкентское направление от наступления белогвардейцев). В Самарканде у дома офицеров когда-то стоял памятник красногвардейцам, совершившим этот подвиг.
В 1942 году был преобразован в посёлок городского типа. В 1973 году он получил статус города. 8 мая 1992 года Красногвардейск был переименован в Булунгур.
Изначально название Булунгур имел древний канал, протекающий по окраине города. Впоследствии такое наименование получил созданный район, а потом оно распространилось и на районный центр.
Недалеко от Булунгура обнаружена крепость темуридского периода Шероз площадью 2 га. В связи с отсутствием средств на содержание археологического объекта крепость была законсервирована (закопана) для сохранения находок для будущих поколений.

## География
В городе расположена одноимённая железнодорожная станция (на линии Самарканд — Джизак).

## Население
Вскоре после завоевания Российской империей на территории нынешнего Булунгура появились поселения русских переселенцев молокан.
Во время Великой Отечественной войны сюда были переселены депортированные немцы, крымские татары и турки-месхетинцы. После распада СССР доля некоренных национальностей в городе стала стремительно уменьшаться.
| 1959   | 1970   | 1979   | 1989   | 2005   |
| ------ | ------ | ------ | ------ | ------ |
| 14 721 | 14 052 | 16 852 | 21 030 | 25 000 |

## Промышленность
В городе действует ряд предприятий пищевой промышленности, заводы шоковой заморозки сельхозпродукции и кластера Сам Антеп Гилам, нефтебаза.

## Известные уроженцы
- Фазил Юлдаш-оглы (1872—1955) — узбекский и советский народный поэт-сказитель.
- Шараф Башбеков (1951—2022) — советский и узбекский, актёр, писатель, драматург. Член творческого объединения Академии художеств Узбекистана. Заслуженный работник культуры Республики Узбекистан, кавалер ордена «Мехнат шухрати». Его произведения были включены в учебные программы школ и высших учебных заведений Узбекистана.
- Станислав Кулинченко — российский гандболист, заслуженный мастер спорта России, олимпийский чемпион (2000).
- Рустем Умеров — Министр обороны Украины с 6 сентября 2023, Народный депутат Украины с 2019 по 2022